# Бруно Штрауб
Бруно Ференц Штрауб (угор. Straub Ferenc Brunó; 5 січня 1914, Надьварад, Австро-Угорщина (нині Орадя, Румунія) — 15 лютого 1996) — біохімік, голова Президентської Ради Угорщини. Будучи молодим вченим був науковим співробітником в університеті міста Сегед, а потім працював в Інституті Молтено, Кембридж, Велика Британія. Йому приписують відкриття актину. Заснував біологічний дослідницький центр в Сегеді. Був головою Угорської Президентської Ради з 29 червня 1988 по 18 жовтня 1989.